# Sergej Sinicyn
Sergej Evgen'evič Sinicyn (in russo Сергей Евгеньевич Синицын?; Sverdlovsk, 4 giugno 1983) è un arrampicatore russo.
Pratica le competizioni di speed.
È stato, insieme a Evgenij Vajcechovskij, il dominatore della Coppa del mondo speed di arrampicata nel primo decennio del nuovo millennio, vincendone tre edizioni e arrivando tre volte secondo.

## Biografia
Ha cominciato ad arrampicare nel 1991 a otto anni accompagnato dal padre, allenatore di karate e arrampicatore. Nonostante si sia allenato anche per le specialità lead e boulder, la speed è divenuta fin dall'inizio il suo principale obiettivo.
Nel 2002 ha iniziato a partecipare alle competizioni internazionali, subito con ottimi risultati. Ha vinto la Coppa del mondo speed di arrampicata nel 2004, 2007 e 2009.
Oltre all'arrampicata pratica il basket, il ping pong e il karate.
Sposato e con un figlio, vive a Ekaterinburg dove si prepara per le  competizioni di arrampicata e lavora come allenatore presso l'Università.

## Palmarès

### Coppa del mondo
|       | 2002 | 2003 | 2004 | 2005 | 2006 | 2007 | 2008 | 2009 | 2010 | 2011 | 2012 | 2013 |
| ----- | ---- | ---- | ---- | ---- | ---- | ---- | ---- | ---- | ---- | ---- | ---- | ---- |
| Speed | 3    | 4    | 1    | 2    | 2    | 1    | 2    | 1    | 4    | 2    | 4    | 14   |

### Campionato del mondo
|       | 2005 | 2007 | 2009 | 2011 | 2012 |
| ----- | ---- | ---- | ---- | ---- | ---- |
| Speed | 3    | 3    | 6    | 17   | 4    |